# 新疆生产建设兵团第一师十四团
新疆生产建设兵团第一师十四团是中华人民共和国新疆生产建设兵团第一师下辖的一个团，与新疆维吾尔自治区阿拉尔市金杨镇实行“团镇合一”的管理体制。

## 行政区划
新疆生产建设兵团第一师十四团下辖以下单位：
阳光社区、塞上明珠社区、一连、二连、三连、四连、五连、六连、七连、八连、九连和十连。